# إدي مورغان
إدي مورغان (بالإنجليزية: Eddie Morgan)‏ هو لاعب كرة قاعدة أمريكي، ولد في 19 نوفمبر 1914 في برادي ليك في الولايات المتحدة، وتوفي في 27 يونيو 1982 في ليكوود في الولايات المتحدة.

## وصلات خارجية
- إدي مورغان على موقعبيزبول رفرنس.كوم (الدوري الرئيسي) (الإنجليزية)
- إدي مورغان على موقعبيزبول رفرنس.كوم (الدوري الثانوي) (الإنجليزية)